# Secteur de la pomme de terre au Pérou

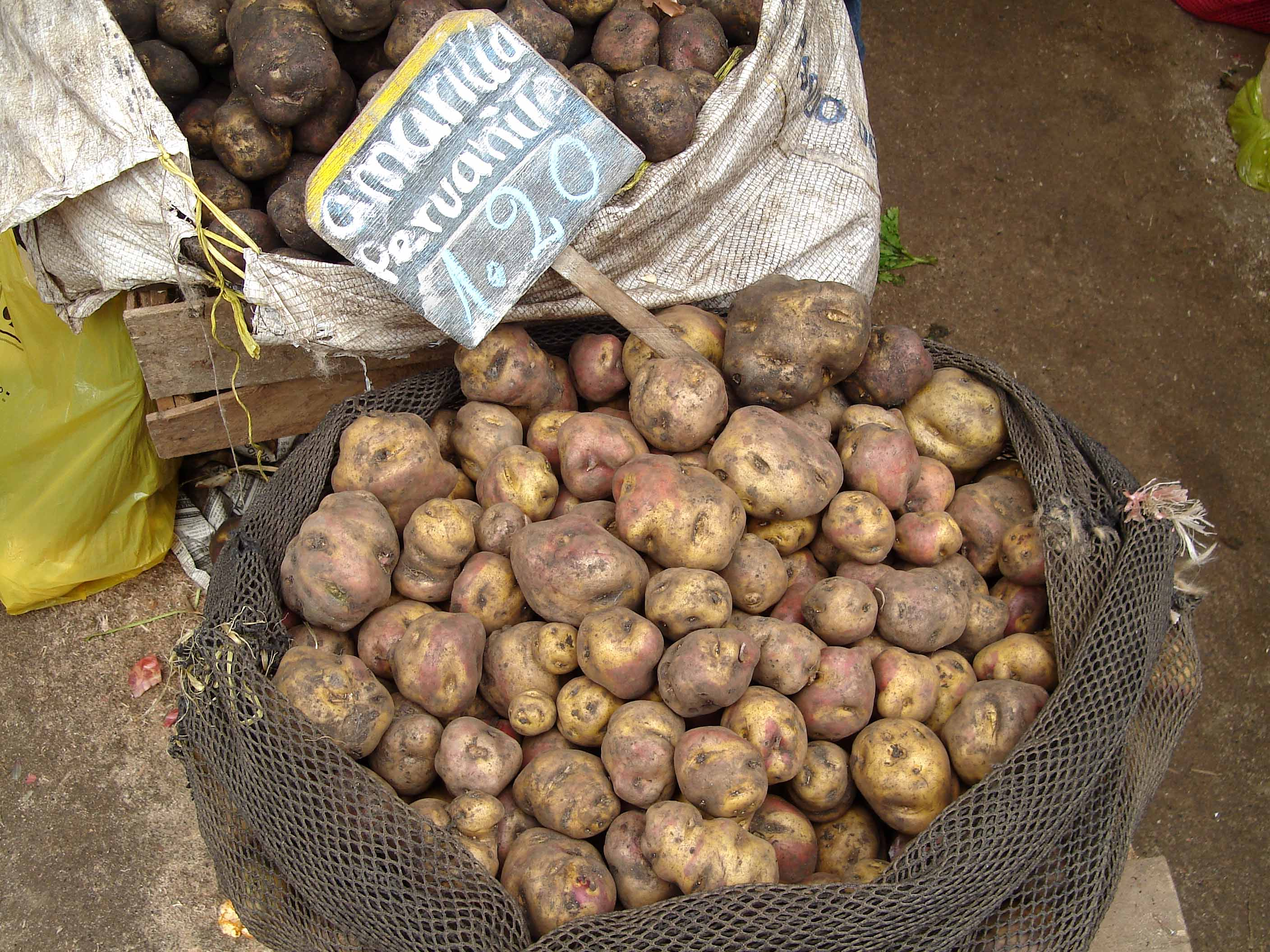
Papa amarilla, pomme de terre à chair jaune du Pérou.

Le secteur de la pomme de terre au Pérou se caractérise par son importance, la pomme de terre y est un aliment de base, surtout dans les régions rurales, qui imprègne sa culture gastronomique, par son ancienneté, le Pérou est en effet considéré comme le berceau de la pomme de terre, par la diversité des modes de culture avec la coexistence de petits paysans pratiquant une culture de subsistance dans les régions andines d'altitude et de grande exploitations pratiquant dans les régions côtières une culture commerciale destinée aux marchés urbains. Avec 12,4 millions de tonnes (FAO 2007), le Pérou est le 18e producteur mondial, le premier en Amérique du Sud, mais le rendement moyen, 12,6 tonnes par hectare, est inférieur à la moyenne mondiale.
C'est au Pérou que la pomme de terre cultivée présente la plus grande diversité génétique avec sept espèces cultivées et des milliers de cultivars indigènes, dont des pommes de terre amères qui ne sont consommées que sous forme de chuño.
La consommation moyenne est estimée à 72 kg par habitant (FAO 2003), sensiblement au même niveau que l'Allemagne.
Le Centre international de la pomme de terre (CIP), fondé en 1971, a son siège à Lima, capitale du Pérou. 
Depuis 2005, le 30 mai a été déclaré « jour national de la pomme de terre  au Pérou.   

## Culture

### Répartition géographique
La culture de la pomme de terre au Pérou se répartit selon les étages agroclimatiques qui déterminent les modes de production et le calendrier des opérations culturales.
Selon l'altitude, qui est le principal facteur de différenciation, quatre régions naturelles se partagent la production patatière :
- Chala, de 0 à 500 mètres d'altitude, 5 % de la production,
- Yunga, de 500 à 2300 mètres d'altitude, 11 % de la production,
- Quechua, de 2300 à 3500 mètres d'altitude, 58 % de la production,
- Suni, de 3500 à 4100 mètres d'altitude, 26 % de la production.

L'essentiel de la production (84 %) est fourni par la région andine (Sierra). Dans ces régions au climat tempéré frais du fait de l'altitude, se pratique une culture d'été, la récolte s'échelonnant de mars à juillet.
Dans les régions plus basses, au climat tropical, la pomme de terre est cultivée l'hiver, permettant une récolte complémentaire de celle des régions précédentes, s'échelonnant d'août à janvier.

## Gastronomie

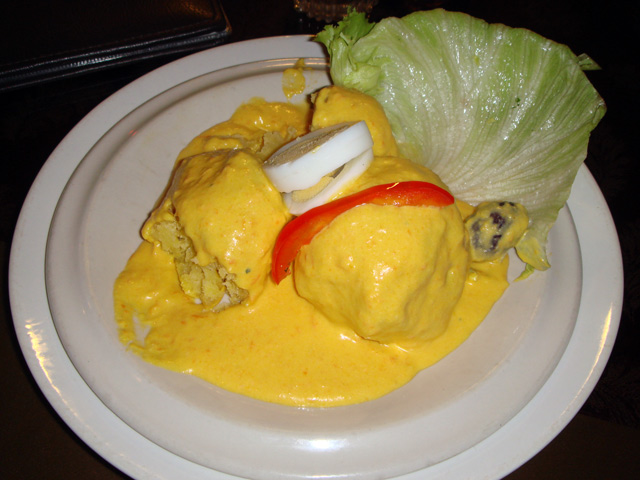
Papa a la huancaína.

- La  carapulca est un potage traditionnel préparé à l'aide de papas secas (pommes de terre séchées) ;

- la causa a la limeña est un plat à base de pommes de terre jaunes (papa amarilla) écrasées et mélangées avec du piment ;

- la chupe est une soupe consistante à base de viandes, légumes et pommes de terre ;

- l'ocopa est constituée de pommes de terre bouillies nappées d'une sauce pimentée ;

- la papa a la huancaina est une salade de pommes de terre jaunes avec une sauce épicée ;
- la papa rellena est faite de pommes de terre râpées et farcies.

- le tocosh est une préparation de pommes de terre fermentées.

## Institutions
- Centre international de la pomme de terre
- Parc de la pomme de terre
- Initiative Papa Andina